# Exotic Feline Rescue Center
Koordinaten: 39° 23′ 37,3″ N, 87° 4′ 7″ W
Das Exotic Feline Rescue Center (EFRC) ist ein 1991 gegründetes zooähnliches Wildreservat für exotische Katzen in den Vereinigten Staaten in Center Point, Indiana.
Im Center sind über 100 Tiere beheimatet. Für Besucher werden täglich Touren angeboten.

## Übersicht
Das EFRC ist eine steuerbefreite gemeinnützige Organisation gemäß 501(c)(3) und die zweitgrößte Großkatzenrettungsstation in den Vereinigten Staaten mit einer Fläche von 0,81 Quadratkilometern. Misshandelte, behinderte und anderweitig heimatlose Wildkatzen wie Löwen, Tiger, Leoparden, Serval, Pumas, Rotluchse, Kanadische Luchse, Ozelots, Kleinfleckkatzen und eine Asiatische Leopardkatze haben bei dieser Organisation Zuflucht gefunden. Eine Klinik vor Ort bietet tierärztliche Versorgung und Aufklärung über Großkatzen. Das EFRC kauft, verkauft oder züchtet keine Tiere.
Das EFRC steht im Mittelpunkt mehrerer Bücher, die bei Indiana University Press erschienen sind, darunter Saving the Big Cats (2006) und Tales From the Exotic Feline Rescue Center (2016).
Das EFRC war 2009 im Dokumentarfilm The Tiger Next Door zu sehen und war im selben Jahr Gegenstand einer Fernsehdokumentation.

## Forschung
Über einen Zeitraum von zwei Jahren (2008–2009) führten Susan Linville vom Center for the Integrative Study of Animal Behavior (CISAB) und Helena Sioni vom Institute for Pheromone Research, beide von der Indiana University, ein Forschungsprojekt mit Löwen, Tigern, Pumas und Leoparden am EFRC durch, um das Reibeverhalten und die mögliche Abgabe von Pheromonen während dieser Aktivität zu untersuchen.
Im Jahr 2009 führten mehrere Tierärzte der University of Illinois Urbana-Champaign ein Forschungsprojekt durch. Unter der Leitung von Stuart Clark-Price wurden Ruhigstellungs- und Narkosemethoden für Tiger untersucht, um die Prozesse zu optimieren und die Sicherheit der Tiere während der Narkose zu verbessern. Während dieser Verfahren nahmen Tieraugenärzte routinemäßige Messungen der Augen der Tiger vor, um normale Parameter für diese Art festzustellen. Die gesammelten Informationen wurden verwendet, um aktuelle Therapien zu verbessern und eine Grundlage für die Behandlung von Augenkrankheiten bei Tigern zu schaffen. Außerdem wurden von der Peter Emily International Veterinary Dental Foundation Zahnuntersuchungen durchgeführt, um den aktuellen Zustand der Zähne jedes Tigers und den potenziellen Bedarf an zukünftiger Zahnpflege zu bestimmen. Alle notwendigen Zahnbehandlungen wurden von staatlich geprüften Tierzahnärzten kostenlos durchgeführt.

## Galerie

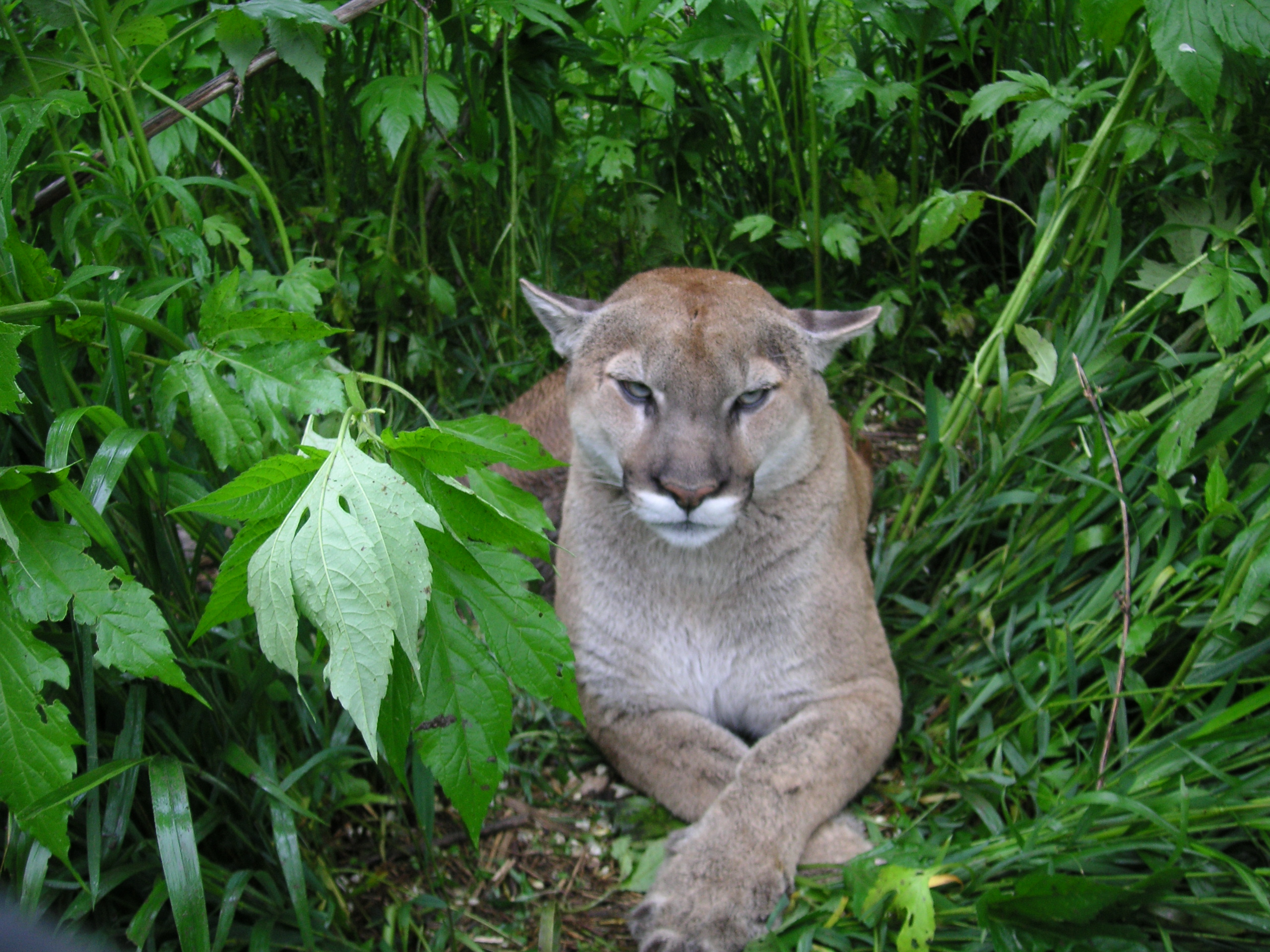
Puma mit gekreuzten Pfoten und angelegten Ohren
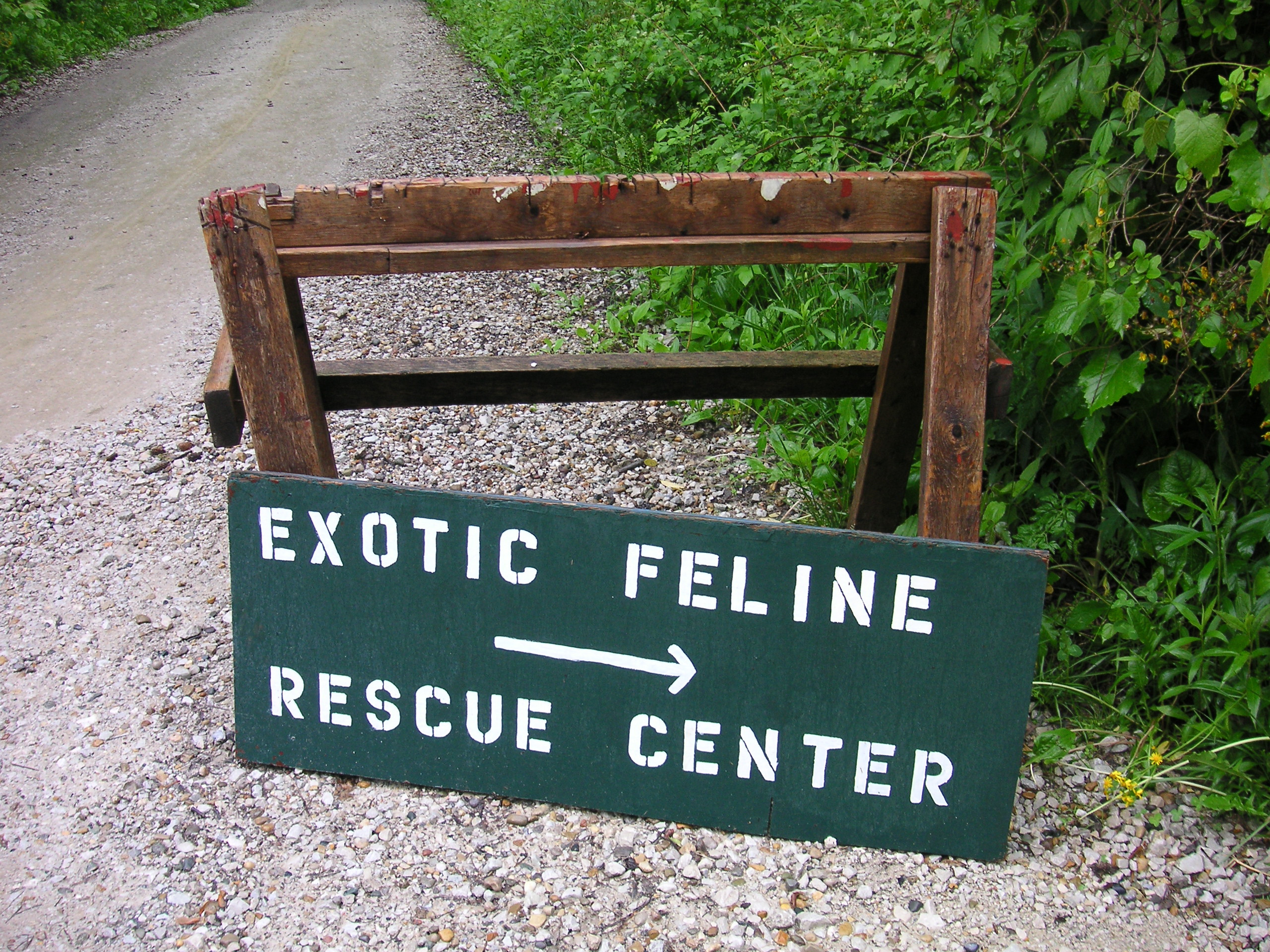
Exotic Feline Rescue Center, Mai 2006
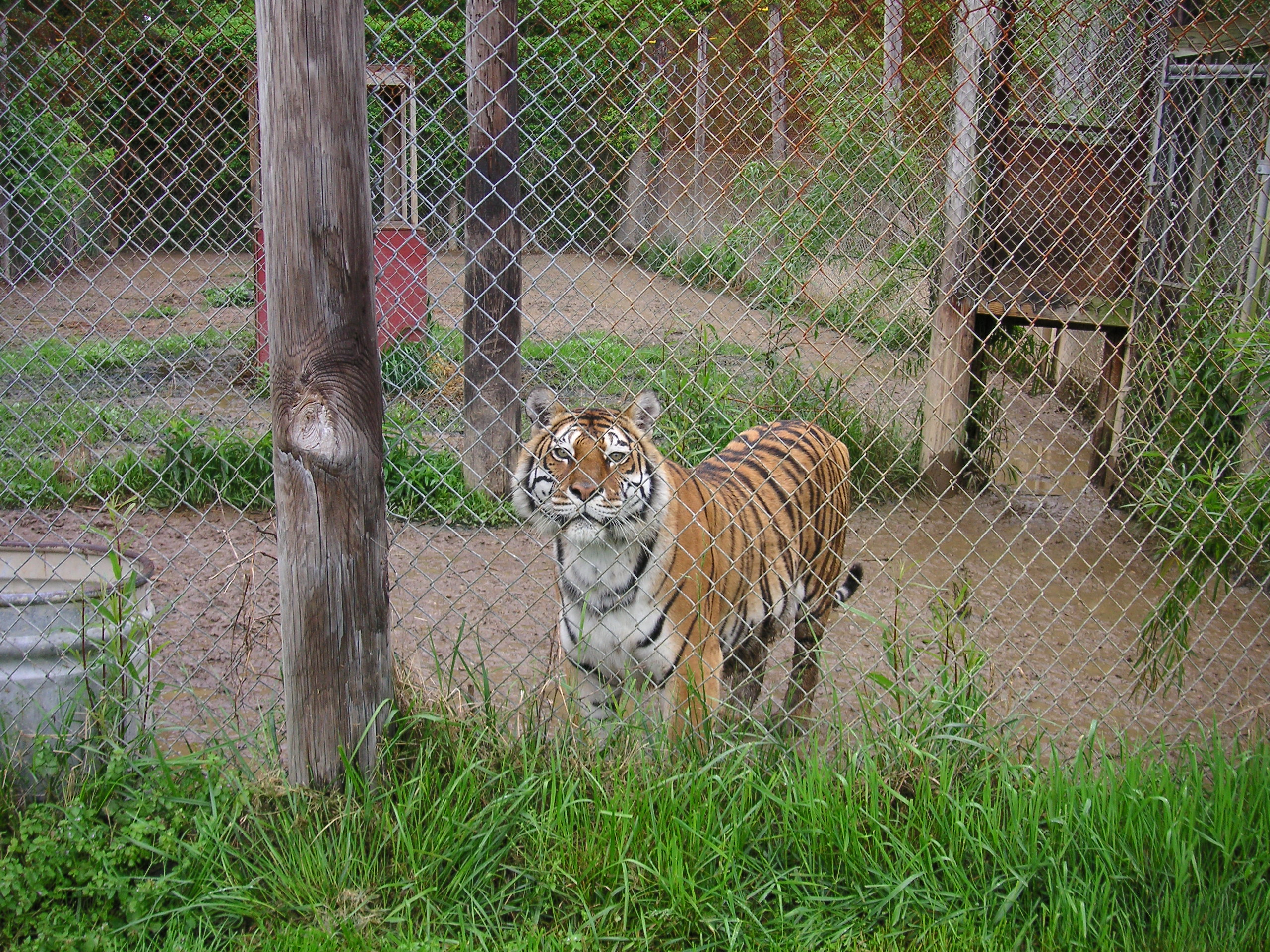
Tiger im Rescue Center
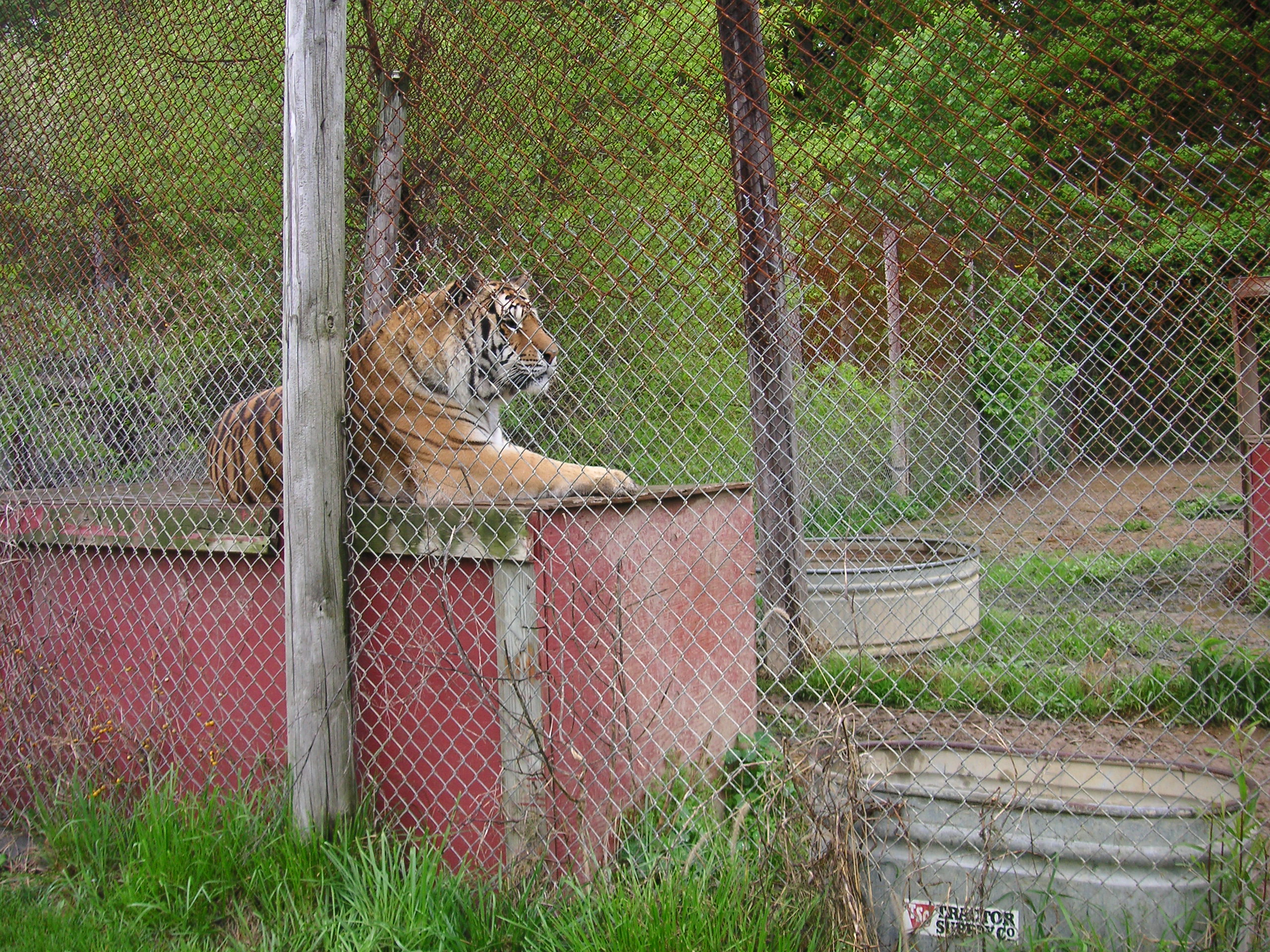
Tiger beim Ausruhen im Gehege
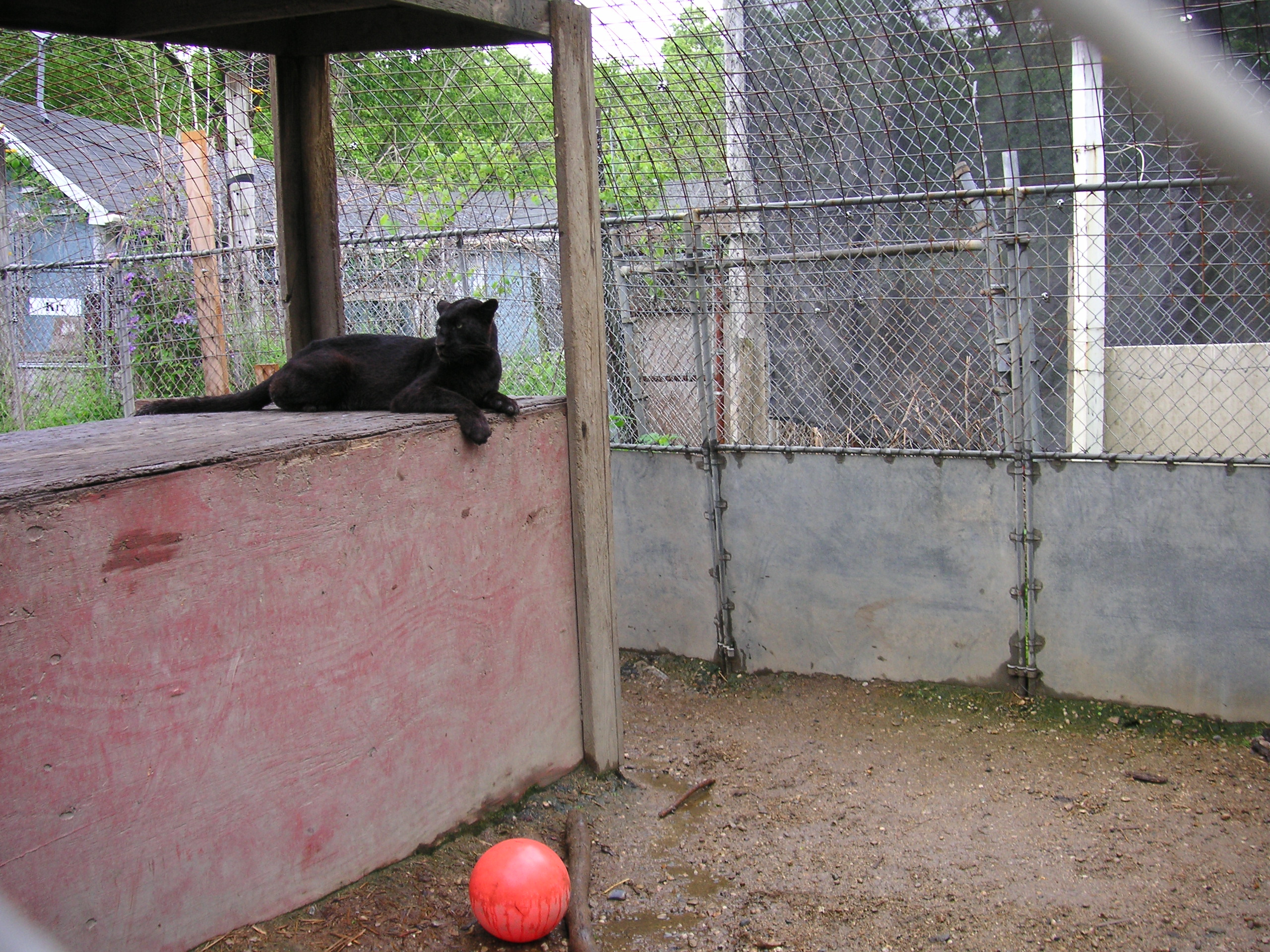
Schwarzer Panther im Spielbereich des Centers
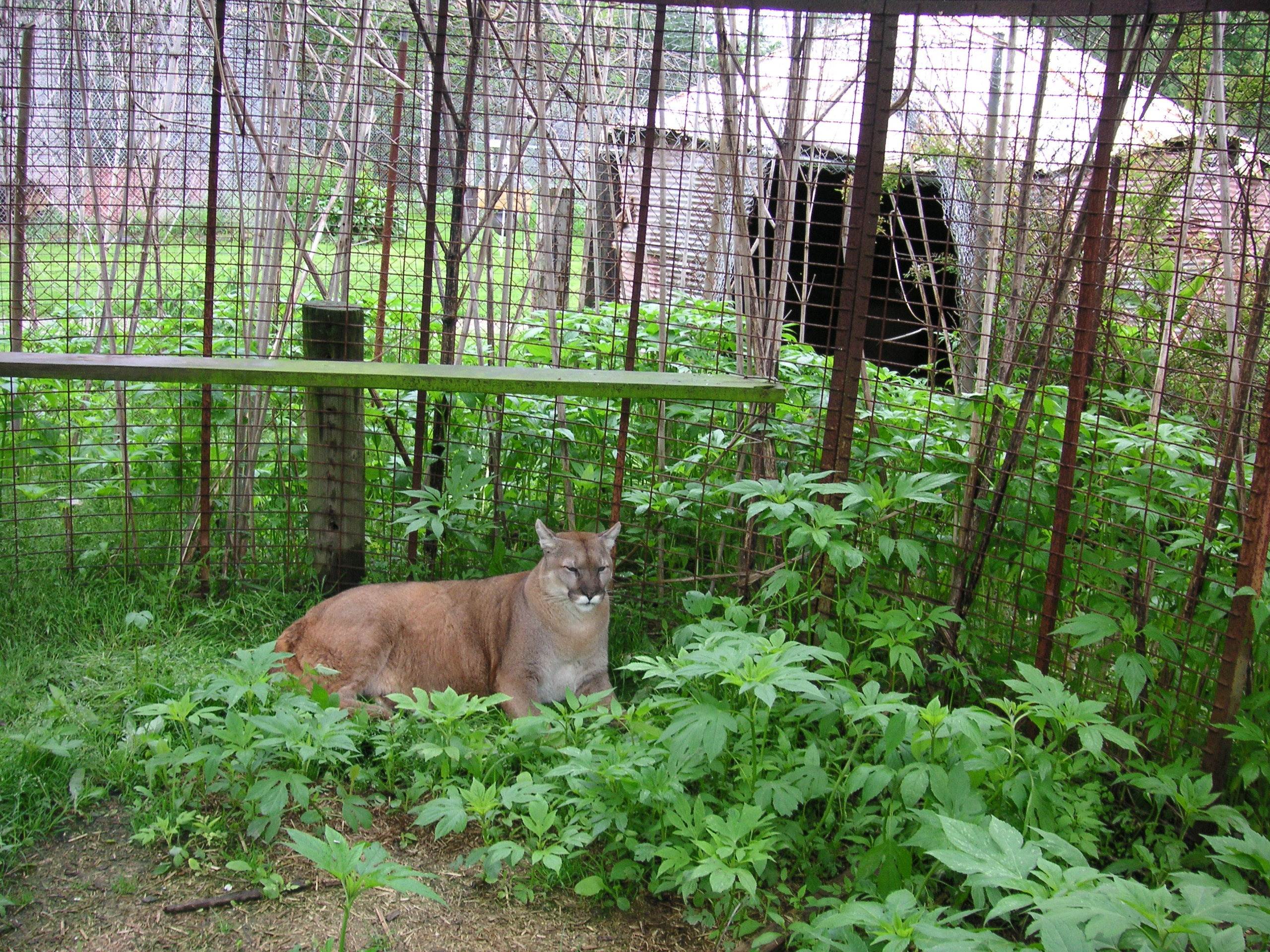
Junger Puma im Gras
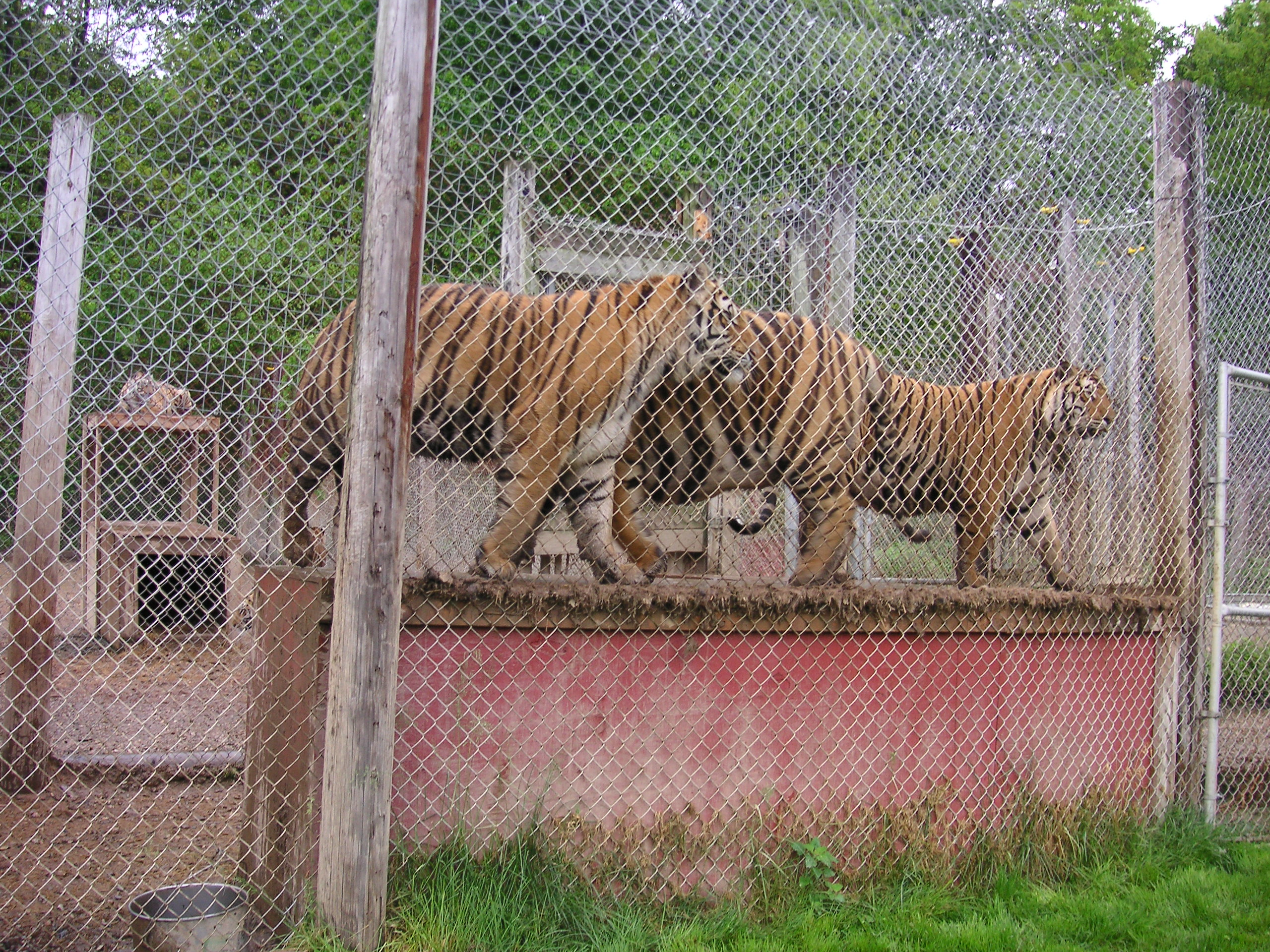
Tiger, aufgenommen im Mai 2006.
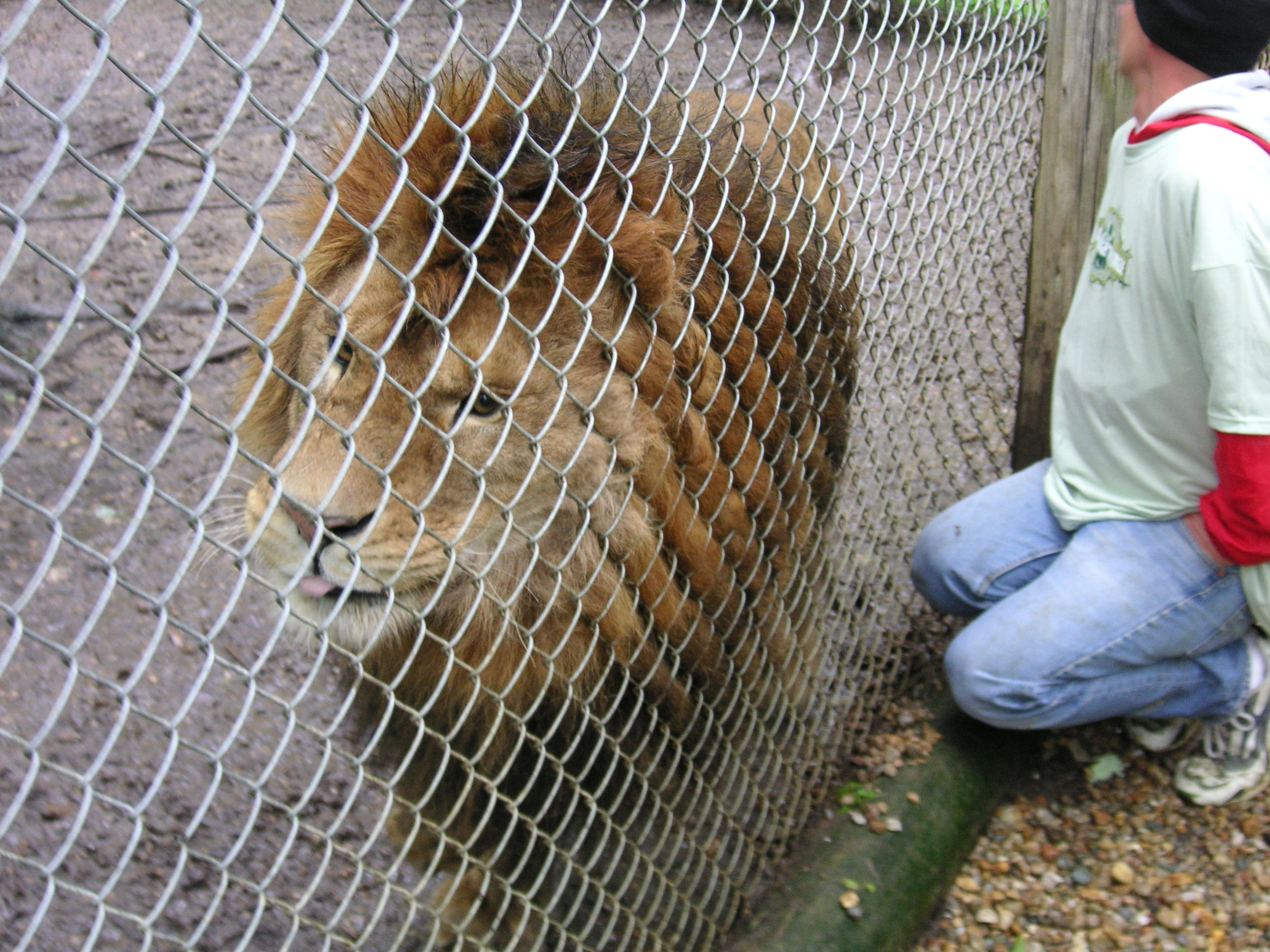
Löwe im Gehege